# Cantone di Saint-Omer-Nord
Il Cantone di Saint-Omer-Nord era una divisione amministrativa dell'arrondissement di Saint-Omer.
È stato soppresso a seguito della riforma complessiva dei cantoni del 2014, che è entrata in vigore con le elezioni dipartimentali del 2015.
Comprendeva parte della città di Saint-Omer e i comuni di:
- Clairmarais
- Houlle
- Moringhem
- Moulle
- Saint-Martin-au-Laërt
- Salperwick
- Serques
- Tilques